# Benstonita
La benstonita es un mineral de la clase de los minerales carbonatos y nitratos. Fue descubierta en 1961 en una mina cerca de Malvern en el estado de Arkansas (Estados Unidos), siendo nombrada así en honor de Orlando J. Benston, metalúrgico estadounidense.

## Características químicas
Es un carbonato anhidro de bario, calcio y magnesio, sin aniones adicionales.
Además de los elementos de su fórmula, suele llevar como impurezas: manganeso y estroncio.

## Formación y yacimientos
Se ha encontrado en un yacimiento de barita, así como en vetas de orogenia alpina cortando una carbonatita.
Suele encontrarse asociado a otros minerales como: barita, calcita, cuarzo, alstonita, fluorita, esfalerita, huntita, baritocalcita, estroncianita, pirita, flogopita, monazita o daqingshanita.